# هروب
هروب (به چکی: Hrob) یک منطقهٔ مسکونی در جمهوری چک است که در ناحیه تپلیتسه واقع شده‌است. هروب ۲٬۰۹۲ نفر جمعیت دارد.